# Maison Claude Augé
La maison Claude Augé est une maison construite en 1903, située sur la place de l'hôtel de ville à L'Isle-Jourdain dans le Gers,.

## Historique
Construite en 1905, elle fut la demeure de Claude Augé, un instituteur lislois connu comme pour avoir créé l'emblème des éditions Larousse, dont il a été l'un des directeurs de 1885 à 1920. Classée monument historique depuis 1992, cette demeure appartient à la commune de L'Isle-Jourdain et se visite à certaines occasions. 

## Description
La façade est de style pseudo classique avec des baies géminées et une loggia en plein centre soulignée d'un balcon à balustres. Le décor de la façade est fait de moulures aux encadrements des baies : des agrafes, figures d'enfants, consoles à décor végétal, chapiteaux ornés d'artichauts, chainages d'angles et cartouches. 
L'une des deux portes de la façade donne accès à la cour intérieure. Cette cour intérieure est ceinturée, à l'étage, d'un balcon protégé par une verrière. 
À l'intérieur, un escalier secondaire à rampe d'appui de bois et balustres de fer dessert les appartements. Au départ à une seule volée, il passe à deux volées latérales distinctes à partir du premier palier. Les pièces principales d'apparat et la cage d'escalier sont ornées de vitraux aux motifs exotiques ou végétaux avec oiseaux, dont deux représentations de la Semeuse, emblème des éditions Larousse. L'éclairage du grand escalier se fait par une verrière zénithale hexagonale. Les murs sont recouverts de papiers peints de style Art nouveau. Dans le salon, on peut voir une cheminée de style troubadour.